# 슛도사 캉캉
슛도사 캉캉은 아니마제가 제작한 TV 애니메이션 시리즈이다. 1996년 9월 3일부터 1999년까지 TF1에서 총 65화로 방영되었다.
대한민국에서는 1996년 5월 15일부터 1996년 6월 26일까지 SBS에서 방영되었다.

## 등장인물
- 나포
- 케빈
- 아르치
- 넬손
- 주니오르
- 사미
- 티파니
- 세노르